# Slag om Dakar
De Slag om Dakar, ook bekend als Operatie Menace was een onsuccesvolle poging van geallieerden om de strategische haven van Dakar in Frans-West-Afrika (nu Senegal) in september 1940 op Vichy-Frankrijk te veroveren en daar de Vrije Fransen onder generaal Charles de Gaulle te installeren.

## Achtergrond
Na het sluiten van de wapenstilstand tussen Frankrijk en Duitsland in juni 1940, was er grote verwarring over de loyaliteit van de verschillende Franse koloniën. Bepaalde, zoals Frans-Kameroen en Frans-Equatoriaal-Afrika voegden zich bij de Vrije Fransen, maar andere zoals Frans-Noord-Afrika, Frans-West-Afrika en Frans-Indochina bleven onder Vichy-controle. De Franse vloot in de Middellandse Zee was in staat geweest om de Italiaanse vloot te bestrijden, zodat de Britse Royal Navy zich op de Kriegsmarine in de Atlantische Oceaan kon concentreren. De mogelijkheid dat de Franse vloot in Duitse handen viel leidde tot de Britse aanval op Mers-el-Kébir. Terwijl de Britten een potentiële dreiging hadden uitgeschakeld, moedigde hun actie niet aan dat er meer individuen zich aansloten bij de Vrije Fransen.
De Gaulle geloofde dat hij de Vichy-Franse troepen in Dakar kon overhalen om naar de geallieerden over te lopen. Er waren verschillende voordelen om dit te doen: niet alleen de politieke consequenties, zodat andere Vichy-Franse koloniën van zijde zouden wisselen, maar ook praktische voordelen: de goudreserves van de Banque de France en de Poolse regering-in-ballingschap bevonden zich in Dakar; en militair, de haven van Dakar was veel beter geschikt om de geallieerde konvooien die rond Afrika voeren te beschermen dan de haven van Freetown in Sierra Leone die op dat moment werd gebruikt.
De geallieerden besloten om een marine-eenheid bestaande uit een vliegdekschip (HMS Ark Royal), twee slagschepen (HMS Resolution en HMS Barham), vijf kruisers en tien torpedojagers naar Dakar te zenden. Diverse transportschepen zouden 8.000 man naar Dakar brengen. Hun orders waren om eerst te proberen te onderhandelen met de Vichy-gouverneur Pierre Boisson, maar als dit niet lukte om de stad met geweld in te nemen.
De Vichy-eenheid die in Dakar aanwezig was werd geleid door het onafgebouwde slagschip Richelieu. Dit was een van de meest geavanceerde oorlogsschepen in de Franse vloot. Ze had op 18 juli 1940 Brest in Frankrijk verlaten voordat de Duitsers de stad innamen, en was toen voor 90% afgebouwd. Voor de vestiging van het Vichy-regime opereerde de HMS Hermes, een Britse vliegkampschip samen met de Franse troepen in Dakar. Toen het Vichy-regime werd gevestigd verliet de Hermes de haven maar bleef op wacht en werd daarbij bijgestaan door de Australische zware kruiser HMAS Australia. Vliegtuigen van de Hermes vielen de Richelieu aan en trof haar met een torpedo. Het Franse schip raakte geïmmobiliseerd maar bleef functioneren als een drijvend kanonnen-platform. Drie Vichy-onderzeeërs en diverse lichtere schepen waren aanwezig in Dakar. Een eenheid van drie kruisers (Gloire, Georges Leygues en Montcalm) en drie torpedojagers hadden een paar dagen eerder Toulon verlaten voor Dakar. De Gloire was langzaam door mechanische problemen en werd door de Australia onderschept en bevolen naar Casablanca te varen. De twee andere kruisers en de torpedojagers waren sneller dan de achtervolgende kruisers van de geallieerden en bereikten veilig Dakar.

## Verloop van de slag
Op 23 september 1940 liet de Fleet Air Arm propagandapamfletten op Dakar neerdalen. Vliegtuigen van de Vrije Fransen stegen op vanaf de Ark Royal en landden op het vliegveld, maar de bemanningsleden werden onmiddellijk gevangengenomen. Een boot met afgevaardigde van De Gaulle liep de haven in, maar het vuur werd meteen geopend. Om 10:00 uur gaf de Australia waarschuwingsschoten aan Vichy-schepen die de haven wilden verlaten. Toen de schepen in de haven terugkeerden opende de kustverdedigingen van de haven het vuur op de Australia. Dit leidde tot een treffen tussen de slagschepen en kruisers en de forten. In de namiddag onderschepte de Australia de Vichy-torpedojager L'Audacieux en vuurde op het schip, waardoor het in brand vloog en strandde.
Ook werd in de namiddag een poging ondernomen om Vrije Franse troepen aan land te laten gaan bij Rufisque ten zuidoosten van Dakar. De aanval faalde doordat ze onder zwaar vuur kwamen te liggen van de versterkingen die het strand verdedigden. Generaal De Gaulle verklaarde dat hij niet “het bloed van een Fransman voor een Fransman wilde laten vloeien” en riep op de aanval te staken.
Gedurende de twee dagen gingen de geallieerden door met de aanval op de kustverdedigingen en de Vichy-troepen gingen door met de verdediging. Hierdoor werden twee Vichy-onderzeeërs (Persée en Ajax) tot zinken gebracht en werd een torpedojager beschadigd. De geallieerde vloot leed ook schade: Resolution werd getorpedeerd door de Bévéziers en de Barham werd twee keer getroffen door de kanonnen van de Richelieu. Twee kruisers werden ook beschadigd. Richelieu werd geraakt door twee 15” granaten van de Barham. De schade aan geschutskoepel nummer 2 en een explosie in de geschutskoepel zorgde ervoor dat het schip buiten actie raakte.
In het geheel was de Slag om Dakar een mislukking voor de geallieerden. De Vichy-troepen gaven zich niet over. Resolution was zo zwaar beschadigd dat ze naar Kaapstad moest worden gesleept. Gedurende het conflict bombardeerden bommenwerpers van de Armée de l'Air de Vichy de Britse basis op Gibraltar. Op 24 september 1940 dropten ongeveer 50 vliegtuigen 150 bommen en op 25 september gooiden 100 vliegtuigen 300 bommen op de haven en scheepswerven. De meeste bommen misten doel. Lichte schade en een paar slachtoffers was het resultaat. Uiteindelijk trokken de geallieerden zich terug en lieten Dakar en Frans-West-Afrika in Vichy-handen.

## Gevolg
De effecten voor de geallieerde mislukking was vooral politiek. De Gaulle had geloofd dat hij de Vichy-Fransen in Dakar kon overhalen om van kamp te wisselen, maar dit bleek niet het geval, een resultaat dat zijn positie bij de geallieerden ondermijnde. Zelfs zijn succes in de Slag om Gabon twee maanden later kon zijn geschonden prestige niet geheel herstellen.

## Betrokken schepen

### Geallieerden
- Vliegdekschip: HMS Ark Royal

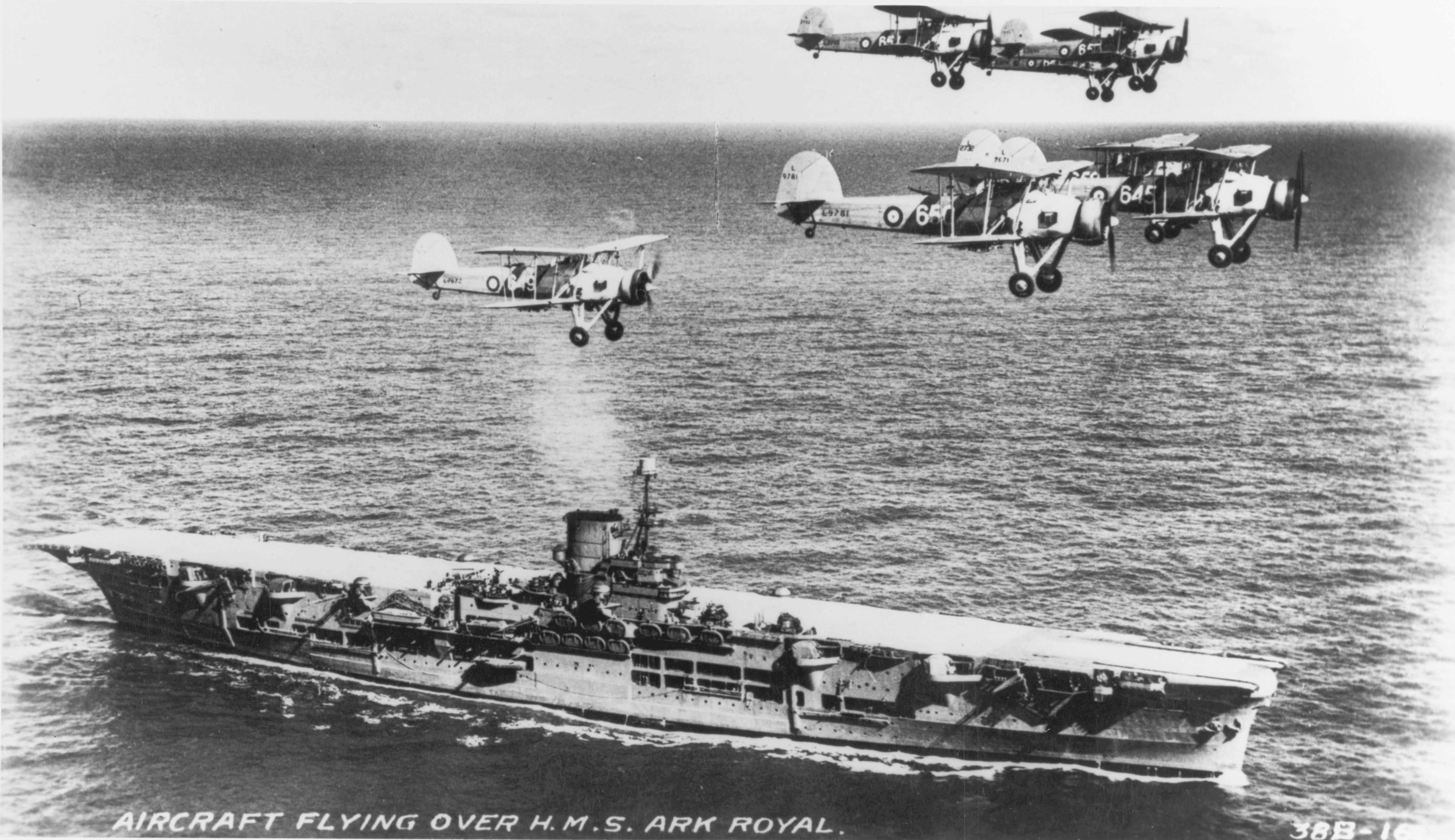
HMS Ark Royal en enkele Fairey Swordfish vliegtuigen

- Slagschepen: HMS Barham, HMS Resolution
- Zware kruisers: HMAS Australia, HMS Cumberland, HMS Devonshire
- Lichte kruisers: HMS Dragon, HMS Delhi
- Escort/patrouilleschepen: HMS Bridgewater, Commandant Dominé, Commandant Duboc, Houduce, HMS Milford, Savorgnan de Brazza
- Koopvaardijschepen: vier Vrije-Franse en een Britse
- Transportschepen:: SS Westernland (Nederlandse oceaanstomer), SS Pennland (Nederlandse oceaanstomer), MS Sobieski (Poolse oceaanstomer) en drie meer
- 101st Royal Marine Brigade

### Vichy-Frankrijk
- Slagschip: Richelieu

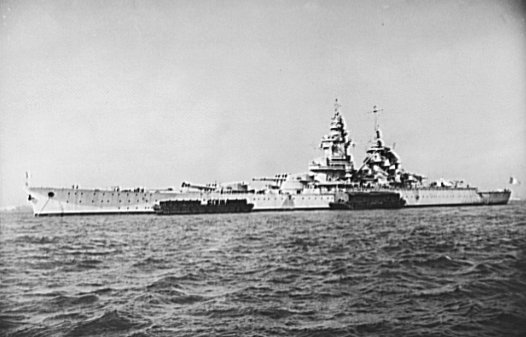
Slagschip Richelieu

- Lichte kruisers: Georges Leygues, Montcalm
- Torpedojagers: L'Audacieux, Le Fantasque, Le Malin, Le Hardi
- Escorte/patrouilleschepen: Calais, Commandant Rivière, D'Entrecasteaux, D'Iberville, Gazelle, La Surprise
- Ondersteuningskruisers: El Djezair, El Kantara, El Mansour, Schoelcher, Ville d'Oran
- Koopvaardijschepen: SS Porthos, SS Tacoma, SS Sally Maersk (Deense vrachter)
- Onderzeeërs: Ajax (Q148), Béveziers (Q179), Persée (Q154)